# Église Saint-Ignace de Landshut
Pour les articles homonymes, voir Église Saint-Ignace.
L'église Saint-Ignace est l'ancienne église jésuite de la ville de Landshut, en Bavière (Allemagne). Construite à partir de 1631, elle était l'église du collège jésuite qui la jouxte et dont les bâtiments sont aujourd'hui occupés par la direction de la Police de Landshut. L'église se trouve à l'extrémité du nouveau quartier (Neustadt) à la limite du Hofberg et, comme lieu de culte, dépend de l'église paroissiale Saint-Martin.

## Architecture
L'église qui est dédiée à saint Ignace de Loyola, fondateur de la Compagnie de Jésus, est à nef unique avec des chapelles latérales. Elle est l'œuvre du frère jésuite Johannes Holl qui s'est lointainement inspiré de l'église Saint-Michel de Munich. L'église n'est pas orientée vers Jérusalem, car son maître-autel (construit en 1663) se trouve exceptionnellement du côté ouest au lieu de l'est, comme il est de coutume. C'est un autel extrêmement baroque avec trois groupes de personnages sculptés. Le tableau de retable, réalisé par Johann Christoph Storer, montre saint Ignace de Loyola à qui apparaît le Sauveur, alors qu'il est en chemin vers Rome.
Chacune des sept chapelles latérales avec ses autels conçus par Johannes Holl, Johann Christoph Storer ou Joachim von Sandrart est dédiée à un saint proposé comme exemple à leurs élèves par les jésuites du collège attenant. Un saint martyr ou autre modèle de la jeunesse, le point culminant se trouvant être saint Ignace de Loyola et le Saint-Sauveur du maître-autel du chœur.
La première pierre est posée et bénite en 1631, les voûtes du chœur sont terminées en 1641, un an après que l'église eut été consacrée, en pleine guerre de Trente Ans. Le clocher qui était prévu dans les plans n'a finalement jamais été construit, faute de moyens. Une flèche est montrée sur une gravure de Michael Wening en 1723, mais elle n'existe plus aujourd'hui. L'église représente un exemple raffiné du style jésuite avec ses pilastres classiques et ses fenêtres inspirées de la Renaissance italienne.
La Compagnie de Jésus est dissoute en 1773: le collège est donc fermé et l'église Saint-Ignace qui dessert le collège devient église paroissiale. Elle a été restaurée dans les années 1970. C'est au cours de la restauration de l'église qu'est découvert un Sepulcrum Domini de marbre (saint-sépulcre) qui est présenté de nouveau aux visiteurs et aux fidèles à l'église, depuis 2002.

## Illustrations

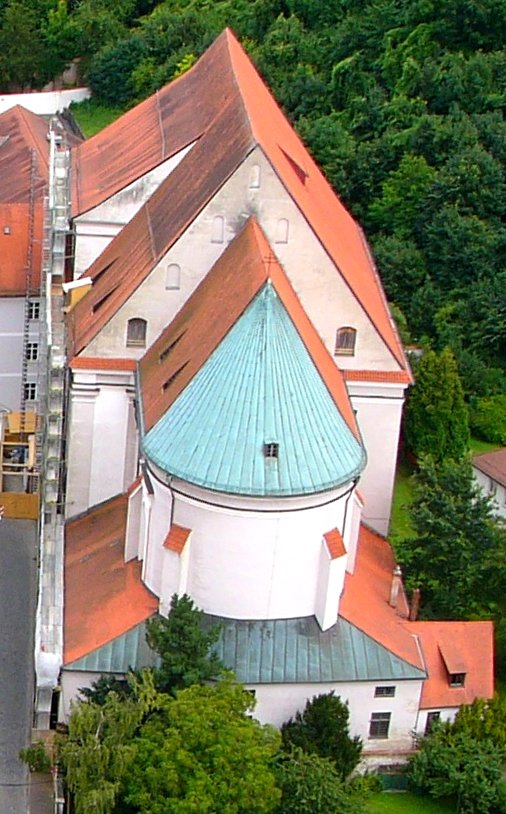
Vue aérienne
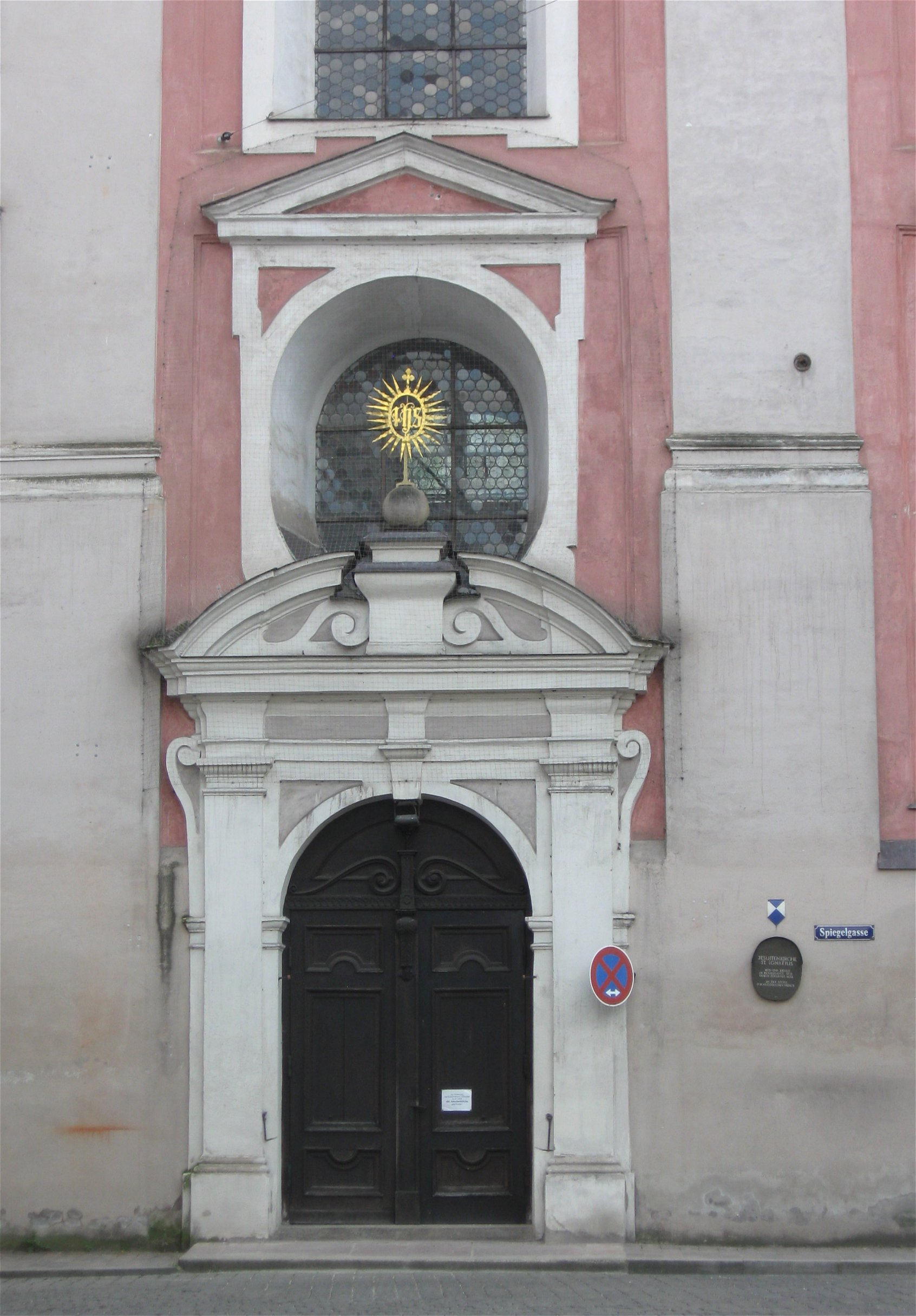
Entrée surmontée du symbole de la compagnie de Jésus
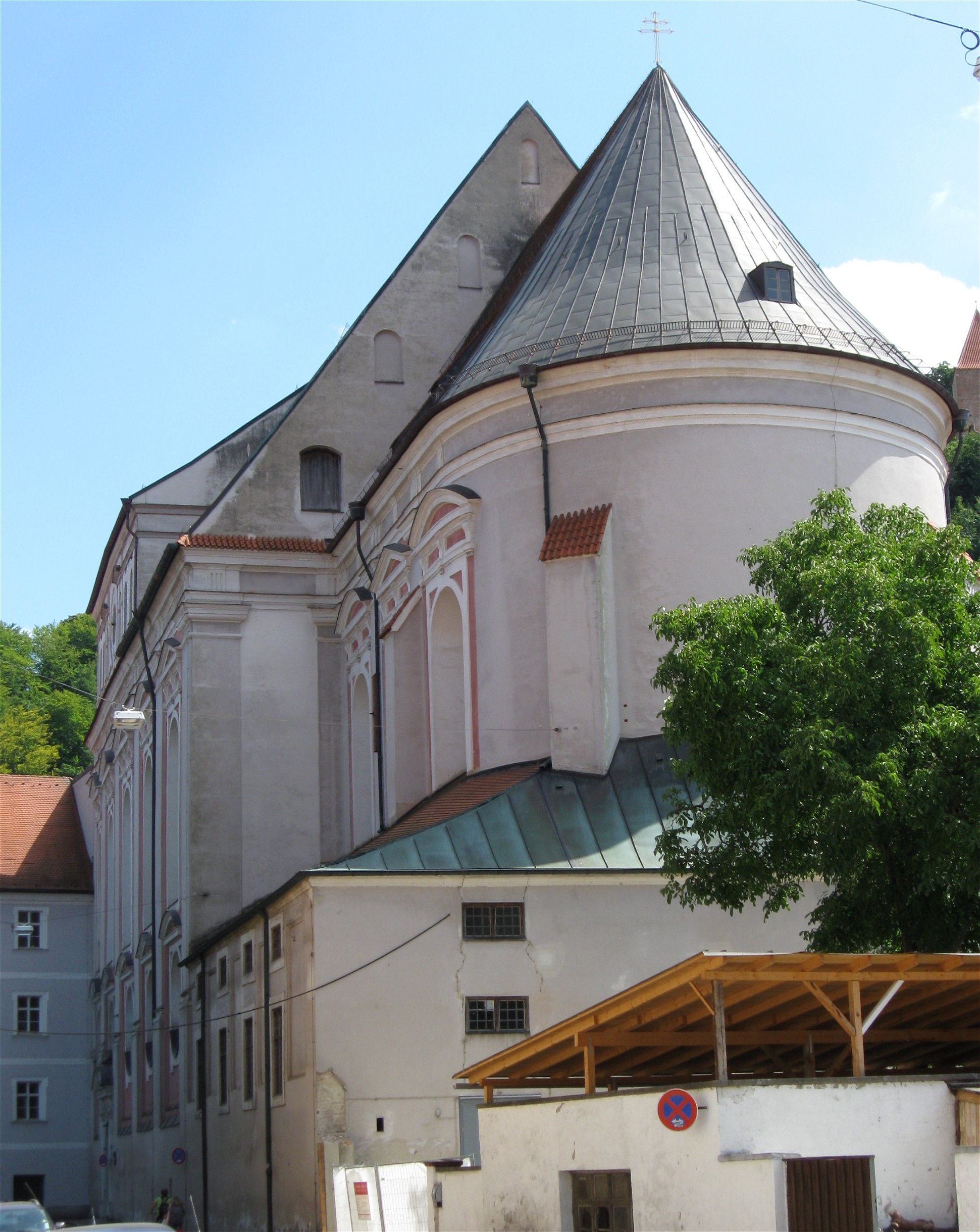
Vue de l'abside
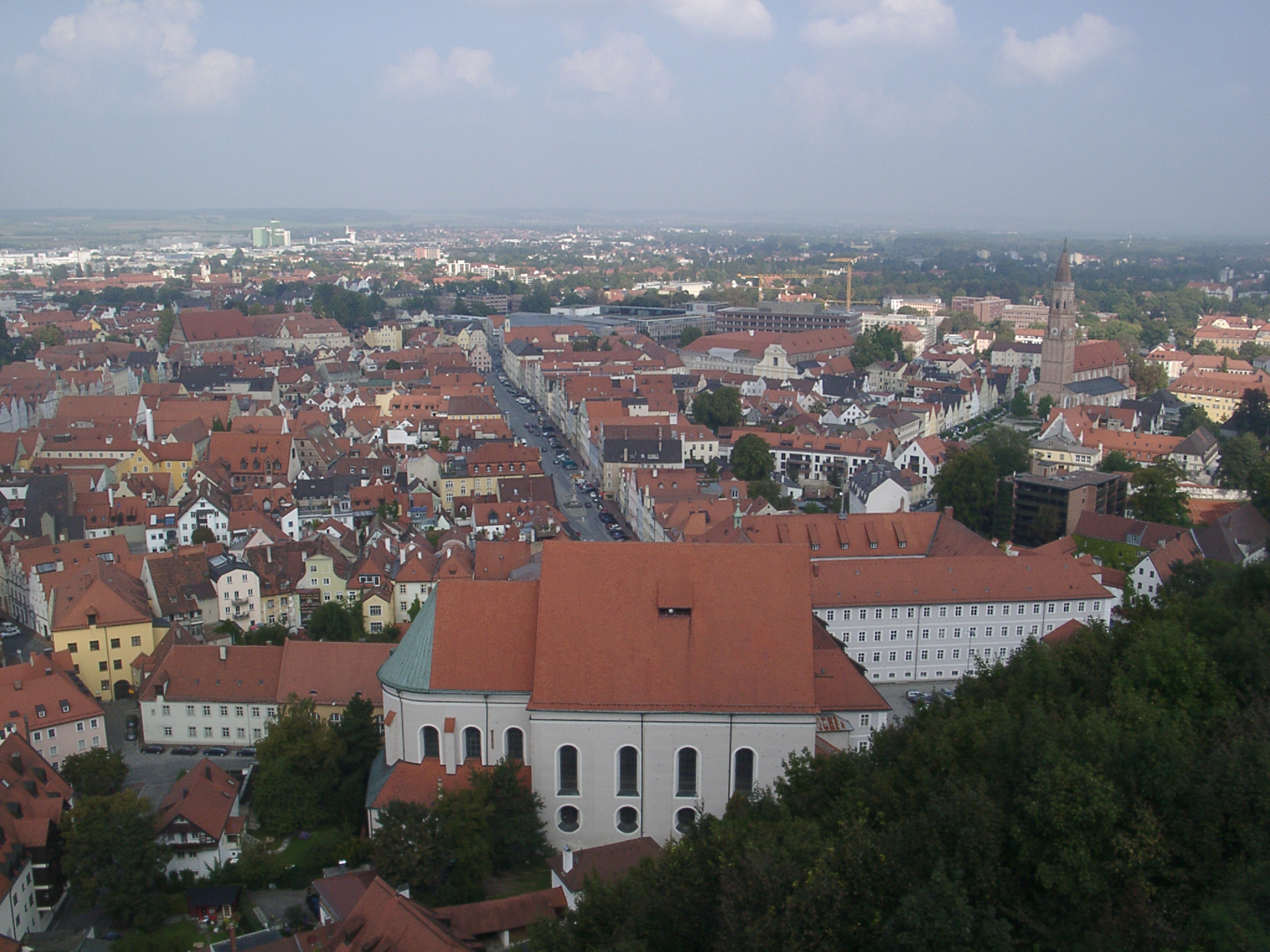
L'église dominant la ville: l'ancien collège jésuite se trouve à droite

## Source
- (de) Cet article est partiellement ou en totalité issu de l’article de Wikipédia en allemand intitulé « St. Ignatius (Landshut) » (voir la liste des auteurs).